# Ludwig Gablenz
Ludwig Gablenz, avstrijski general, *  19. julij 1814, Jena; † 28. januar 1874, Zürich.